# Dwars door Vlaanderen 2022
Das Straßenradrennen Dwars door Vlaanderen 2022 war die 76. Austragung des belgischen Eintagsrennens. Das Rennen fand am 30. März statt und war Teil der UCI WorldTour 2022.
Das Rennen wurde von Mathieu van der Poel (Alpecin-Fenix) vor Tiesj Benoot (Jumbo-Visma) und Thomas Pidcock (Ineos Grenadiers) gewonnen.

## Teilnehmende Mannschaften und Fahrer
Neben den 18 UCI WorldTeams starteten auch 7 UCI ProTeams. Mit Ausnahme der Teams Cofidis, Israel-Premier Tech und Arkea-Samsic nutzen alle Mannschaften die sieben Startplätze. Søren Wærenskjold (Uno-X Pro Cycling Team), Jenthe Biermans, Guillaume Boivin (beide Israel-Premier Tech), Jonathan Milan (Bahrain Victorious) und Jordi Warlop (B&B Hotels p/b KTM) gingen nicht an den Start. Von den insgesamt 166 gestarteten Fahrern erreichten nur 108 das Ziel.
Mit Mathieu van der Poel (Alpecin-Fenix), Dylan van Baarle, Thomas Pidcock (Ineos Grenadiers), Mads Pedersen (Trek-Segafredo), Tiesj Benoot (Jumbo-Visma), Greg Van Avermaet, Oliver Naesen (AG2R Citroën Team), Anthony Turgis (TotalEnergies), Stefan Küng (Groupama-FDJ), Victor Campenaerts (Lotto Soudal), Alberto Bettiol (EF Education-EasyPost), Yves Lampaert (Quick-Step Alpha Vinyl Team) und Iván García Cortina (Movistar Team) gingen mehrere Klassiker-Spezialisten an den Start.
Während Wout van Aert (Jumbo-Visma) und Kasper Asgreen (Quick-Step Alpha Vinyl Team) nicht an dem Rennen teilnahmen, um sich auf die Flandern-Rundfahrt vorzubereiten, bestritt der Tour-de-France-Sieger Tadej Pogačar (UAE Team Emirates) sein erstes Rennen bei den belgischen Kopfsteinpflaster-Klassikern.
Von den Sprintern starteten Fabio Jakobsen (Quick-Step Alpha Vinyl Team), Jasper Philipsen (Alpecin-Fenix), Sam Bennett (Bora-Hansgrohe), Bryan Coquard (Cofidis), Dylan Groenewegen (Team BikeExchange-Jayco), Elia Viviani (Ineos Grenadiers), Arnaud De Lie (Lotto Soudal), Olav Kooij (Jumbo-Visma) und Alexander Kristoff (Intermarché-Wanty-Gobert Matériaux).

## Streckenführung
Die Strecke führte über 183,7 km von Roeselare durch die flämischen Ardennen nach Waregem. Im Vergleich zum Vorjahr wurde die Streckenführung jedoch stark verändert. Von Roeselare führte die Strecke in südöstlicher Richtung nach Waregem. Anschließend ging es über den Tiegemberg, der jedoch nicht als Helling ausgewiesen wurde, und den Varent rund 120 Kilometer vor dem Ziel zu den ersten Anstiegen. In der Nähe von Ronse wurden anschließend auf den nächsten rund 90 Kilometern 11 Anstiege überquert. Auch die Kopfsteinpflaster-Passage der Mariaborrestraat wurde in dem Streckenabschnitt zwei Mal befahren. Nach der Ladeuze (rund 38 Kilometer vor dem Ziel) führte die Strecke in Richtung Norden und überquerte die Schelde bei Oudenaarde. Anschließend folgte eine weitere Kopfsteinpflaster-Passage und der Nokereberg, rund 25 bzw. 21 Kilometer vor dem Ziel. Die letzten beiden Hindernisse stellten die Herlegemstraat und der Anstieg der Holstraat dar, der 8,3 Kilometer vor dem Ziel überquert wurde. Danach ging es flach nach Waregem, wo sich die Ziellinie am Ende einer 250 Meter langen Geraden befand. Insgesamt standen 13 Hellingen (kurze Anstiege in Flandern) und 5 Kasseien (Kopfsteinpflasterstraßen) auf dem Programm.
|                           | km    | Länge (m) | Steigung            | Kopfsteinpflaster |
| ------------------------- | ----- | --------- | ------------------- | ----------------- |
| Varentstraat              | 55,4  | 2000      |                     | ●                 |
| Nieuwe Kwaremont          | 62,2  | 2000      | ⌀ 4,8 %, max. 8 %   |                   |
| Zeelstraat                | 71,1  | 3300      | ⌀ 3 %, max. 10,4 %  |                   |
| Knokteberg (Rue du Trieu) | 79,9  | 1100      | ⌀ 7 %, max. 11,8 %  |                   |
| Stooktestraat             | 88,6  | 900       | ⌀ 5,6 %, max. 10 %  |                   |
| Hotond                    | 93,2  | 1200      | ⌀ 3,1 %, max. 6,5 % |                   |
| Kortekeer                 | 99,9  | 900       | ⌀ 6,5 %, max. 9,8 % |                   |
| Mariaborrestraat          | 102   | 2400      |                     | ●                 |
| Berg Ten Houte            | 113,3 | 1100      | ⌀ 6 %, max. 21 %    | ● (teilweise)     |
| Kanarieberg               | 118,9 | 1000      | ⌀ 7,7 %, max. 14 %  |                   |
| Knokteberg (Rue du Trieu) | 131,9 | 1100      | ⌀ 7 %, max. 11,8 %  |                   |
| Hotond                    | 135,6 | 1200      | ⌀ 3,1 %, max. 6,5 % |                   |
| Mariaborrestraat          | 142,1 | 2400      |                     | ●                 |
| Ladeuze                   | 146,3 | 1200      | ⌀ 5 %, max. 16 %    |                   |
| Doorn                     | 158,1 | 600       |                     | ●                 |
| Nokereberg                | 162,6 | 500       | ⌀ 5,7 %, max. 6,7 % | ●                 |
| Herlegemstraat            | 171,9 | 800       |                     | ●                 |
| Holstraat                 | 175,6 | 400       | ⌀ 5,7 %, max. 8 %   |                   |
| Ziel                      | 183,7 |           |                     |                   |

## Rennverlauf und Rennergebnis
Kurz nach dem Start kam es im noch geschlossenen Fahrerfeld zu einem Sturz, der zufolge hatte, dass die wichtigen Helfer Alex Kirsch (Trek-Segafredo), Lukas Pöstlberger (Bora-Hansgrohe) und Mikkel Bjerg (UAE Team Emirates) das Rennen frühzeitig beenden mussten. Nach 24 Kilometern konnte sich schlussendlich eine Fluchtgruppe lösen, in der Nils Politt (Bora-Hansgrohe), Johan Jacobs (Movistar Team), Kelland O’Brien (BikeExchange-Jayco), Aaron Verwilst (Sport Vlaanderen-Baloise) und Mathijs Paasschens (Bingoal Pauwels Sauces WB) vertreten waren. Die Gruppe konnte einen maximalen Vorsprung von rund fünf Minuten herausfahren.
Bereits zur Hälfte des Rennens verschärfte Mathieu van der Poel mit seiner Alpecin-Fenix Mannschaft das Tempo, wodurch erste Fahrer aus dem Hauptfeld zurückfielen. In weiterer Folge kam es zu Angriffen von unterschiedlichen Fahrern, die sich jedoch nicht entscheidend absetzen konnten. Im Anstieg des Berg Ten Houte (rund 70 Kilometer vor dem Ziel) forcierten die beiden Ineos Grenadiers Fahrer Thomas Pidcock und Ben Turner das Tempo und setzten sich mit Mathieu van der Poel, Stefan Küng (Groupama-FDJ), Tiesj Benoot (Jumbo-Visma) und Victor Campenaerts (Lotto Soudal) ab. Dahinter zerfiel das Hauptfeld in mehrere Gruppen. Zu den abgehängten Fahrern gehörten unter anderen Mads Pedersen (Trek-Segafredo), der sich in der ersten Verfolgergruppe befand und dessen Teamkollegen versuchten, die Lücke wieder zu schließen, und Tadej Pogačar (UAE Team Emirates), der sich dahinter in der zweiten Verfolgergruppe befand. Während sich die beiden abgehängten Gruppen zusammenschlossen, konnte die Gruppe rund um Thomas Pidcock und Mathieu van der Poel einen Vorsprung von rund 30 Sekunden herausfahren. Der Vorsprung der Spitzengruppe war unterdessen auf zwei Minuten geschmolzen.
Im nächsten Anstieg, dem Kanarieberg, griff Tadej Pogačar an und versuchte, alleine zu den Ausreißern aufzuschließen. Der Slowene kam bis auf wenige Sekunden heran und hatte die Gruppe schon in Sichtweite, konnte die Lücke aber nicht schließen und fiel 55 Kilometer vor dem Ziel in das Hauptfeld zurück. Kurz darauf kam es im Hauptfeld zu einem Sturz, in den auch Oliver Naesen (AG2R Citroën Team) involviert war und der eine Aufgabe des Belgiers zufolge hatte.
Auf der zweiten Befahrung des Knokteberg (rund 51 Kilometer vor dem Ziel) griff Jan Tratnik (Bahrain Victorious) im Hauptfeld an und setzte sich mit Tadej Pogačar, Greg Van Avermaet (AG2R Citroën Team), Valentin Madouas (Groupama-FDJ), Søren Kragh Andersen (DSM) und Bryan Coquard (Cofidis) ab. Die Sechser-Gruppe versuchte anschließend alleine, die Lücke von rund 30 Sekunden zu den Ausreißern zu schließen, die 48 Kilometer vor dem Ziel zur Spitzengruppe aufschlossen.
Während Johan Jacobs, Aaron Verwilst und Mathijs Paasschens dem Tempo nicht folgen konnten, hielten sich Nils Politt und Kelland O’Brien in der neuformierten Spitzengruppe, deren Vorsprung konstant bei rund einer halben Minute blieb. Auf der Kopfsteinpflaster-Straße von Doorn, rund 28 Kilometer vor dem Ziel, erhöhte Tadej Pogačar das Tempo erneut und setzte sich gemeinsam mit seinem Landsmann Jan Tratnik und Valentin Madouas von den übrigen Verfolgern ab, konnten jedoch nicht mehr zur Spitze des Rennens aufschließen. Dort versuchte sich Victor Campenaerts immer wieder von seinen Mitstreitern zu trennen, was ihm jedoch nie längerfristig gelang.
Die entscheidende Attacke kam rund 2 Kilometer vor dem Ziel von Tiesj Benoot, der einen Angriff von Thomas Pidcock konterte und sich mit Mathieu van der Poel einige Meter absetzte. Den Zielsprint eröffnete Mathieu van der Poel und gewann souverän vor dem Belgier. Platz drei sicherte sich Thomas Pidcock im Sprint. Tadej Pogačar erreichte das Ziel als Zehnter mit über zwei Minuten Rückstand.
| Platz | Fahrer               | Nation | Team                    | Zeit                   |
| ----- | -------------------- | ------ | ----------------------- | ---------------------- |
| 01.   | Mathieu van der Poel | NED    | Alpecin-Fenix           | 4:05:39 h (44,86 km/h) |
| 02.   | Tiesj Benoot         | BEL    | Jumbo-Visma             | + 0:01 min             |
| 03.   | Thomas Pidcock       | GBR    | Ineos Grenadiers        | + 0:05 min             |
| 04.   | Victor Campenaerts   | BEL    | Lotto Soudal            | "                      |
| 05.   | Nils Politt          | GER    | Bora-Hansgrohe          | "                      |
| 06.   | Stefan Küng          | SUI    | Groupama-FDJ            | "                      |
| 07.   | Kelland O’Brien      | AUS    | Team BikeExchange-Jayco | "                      |
| 08.   | Ben Turner           | GBR    | Ineos Grenadiers        | + 0:12 min             |
| 09.   | Jan Tratnik          | SLO    | Bahrain Victorious      | + 2:08 min             |
| 10.   | Tadej Pogačar        | SLO    | UAE Team Emirates       | "                      |